# 살보 란도네

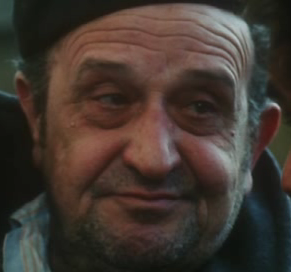

살보 란도네(Salvo Randone, 1906년 9월 25일 ~ 1991년 3월 6일)는 이탈리아의 영화배우이다.
시라쿠사에서 태어났으며 로마에서 사망하였다.

## 영화
- 파파레의 이름 (1977년)
- 미오 카로 아사시노 (1972년)
- 천국으로 가는 노동계급 (1971년)
- 방울 모자 (1970년)
- 완전 범죄 (1970년)
- 사티리콘 (1969년)
- 죽음의 영혼 (1968년)
- 시칠리아의 음모 (1967년)
- 미, 미, 미... 앤 디 아더스 (1966년)
- 제10의 도망자 (1965년)
- 캐슬 오브 블러드 (1964년)
- 도시 위에 군림하는 손 (1963년) - 교수 디 안젤리스 역
- 더 데이즈 아 넘버드 (1962년)
- 패밀리 다이어리 (1962년)
- 살바토레 줄리아노 (1962년)
- 로링 이어스 (1962년)
- 어쌔신 (1961년)